# توماس مور (لاعب كرة قدم)
توماس مور (بالإنجليزية: Thomas Moore)‏ (1 يناير 1864 في المملكة المتحدة - ) هو لاعب كرة قدم بريطاني (وحمل سابقاً جنسية المملكة المتحدة لبريطانيا العظمى وأيرلندا) في مركز الهجوم. لعب مع ستوك سيتي ونادي اربوراث.